# Анжела де Лабарт
Анжель де ла Барт (фр. Angéle de la Barthe, бл. 1230—1275) — французька шляхтянка, звинувачена в чаклунстві і страчена інквізицією в 1275 році. Перша спалена жінка, яку вважали за відьму.  
Ймовірно, була жителькою французького міста Тулузи. Неодружена шляхтянка, яка не підтримувала церкву.  
Була засуджена до смерті та спалена живцем інквізицією. Згідно з актами судового процесу звинувачувалася тулузьким верховним інквізитором Гуго де Беніольсом у торгівлі плоттю з дияволом і в тому, що народила від нього дитину у віці 53 років — чудовисько з головою вовка і хвостом змії. Єдиною їжею чудовиська були немовлята, яких або «вбила» Анжель де ла Барт, або яких вона викопала з могил на віддалених кладовищах. Під тортурами де ла Барт зізналася, що годувала чудовисько немовлятами протягом 2 років, перш ніж воно втекло серед ночі. 
У народі її часто зображували як першу людину, яку стратили за єретичне чаклунство під час середньовічних переслідувань відьом. 
Недавні дослідження довели, що її історія та судовий процес були сфабриковані письменником XV століття.